# Championnat d'Afrique du Nord des nations des moins de 17 ans 2021
Navigation
Édition précédente Édition suivante
Le Championnat d'Afrique du Nord des nations des moins de 17 ans 2021 était la dix-septième édition du Tournoi UNAF U-17. Elle s'est tenue en Algérie, où elle a commencé le 18 janvier et s'est terminée le 24 janvier.

## Préparation de l'évènement

### Villes et stades retenus
| Ville | Stade                   | Capacité | Matches |
| Alger | Stade du 5-Juillet-1962 | 64 000   | 3       |

## Équipes participantes
| Équipe  | Date de qualification | Participation | Meilleur résultat                      |
| ------- | --------------------- | ------------- | -------------------------------------- |
| Algérie | (pays hôte)           | 15e           | Vainqueur · (2006, 2008 et 2012)       |
| Tunisie | Qualifié d'office     | 17e           | Vainqueur · (2008, 2009, 2012 et 2017) |
| Libye   | Qualifié d'office     | 12e           | Finaliste (2008, 2012, 2017)           |

## Compétition
| Rang | Équipe  | Pts | J | G | N | P | Bp | Bc | Diff |
| ---- | ------- | --- | - | - | - | - | -- | -- | ---- |
| 1    | Algérie | 4   | 2 | 1 | 1 | 0 | 4  | 3  | +1   |
| 2    | Tunisie | 4   | 2 | 1 | 1 | 1 | 3  | 2  | +1   |
| 3    | Libye   | 0   | 2 | 0 | 0 | 2 | 3  | 4  | -1   |

L’Algérie ayant marqué 4 points, elle termine donc en première position du groupe. Par conséquent elle devient championne pour la quatrième fois. Sa victoire lui permet de se qualifier pour la Coupe d'Afrique des nations de football des moins de 17 ans de 2021 qui aura lieu au Maroc.

### Rencontres
| 18 janvier 2021 | Algérie                                                             | 3 - 2   | Libye                                                       | Stade du 5-Juillet-1962, Alger                                                    |                                                                                   |
| 14h30 CET       | Anis Ouchaouche 37eMohamed Rafik Omar 49eJoris Jebril Tabbouche 86e | (1 - 1) | 28e Abdulsamia Abdulnabi Samia 59e (csc) Djibril Nottebaere | Spectateurs : Huis clos Pandémie de Covid−19 Arbitrage : Ibrahim Nour El Din (en) | Spectateurs : Huis clos Pandémie de Covid−19 Arbitrage : Ibrahim Nour El Din (en) |
| 14h30 CET       | Rapport                                                             |         |                                                             | Spectateurs : Huis clos Pandémie de Covid−19 Arbitrage : Ibrahim Nour El Din (en) | Spectateurs : Huis clos Pandémie de Covid−19 Arbitrage : Ibrahim Nour El Din (en) |

| 21 janvier 2021 | Tunisie                                          | 2 - 1   | Libye                       | Stade du 5-Juillet-1962, Alger                                              |                                                                             |
| 14h30 CET       | Firas Mahdouani 55eMohamed Nasser Trabelsi 90+5e | (0 - 0) | 78e Abdulmuyasser Boushibah | Spectateurs : Huis clos Pandémie de Covid−19 Arbitrage : Mustapha Kech Chaf | Spectateurs : Huis clos Pandémie de Covid−19 Arbitrage : Mustapha Kech Chaf |
| 14h30 CET       | Rapport                                          |         |                             | Spectateurs : Huis clos Pandémie de Covid−19 Arbitrage : Mustapha Kech Chaf | Spectateurs : Huis clos Pandémie de Covid−19 Arbitrage : Mustapha Kech Chaf |

| 24 janvier 2021 | Algérie               | 1 - 1   | Tunisie            | Stade du 5-Juillet-1962, Alger                                             |                                                                            |
| 14h30 CET       | Edhy Yvan Zuliani 70e | (0 - 0) | 90e Youssef Senana | Spectateurs : Huis clos Pandémie de Covid−19 Arbitrage : Amin Mohamed Omar | Spectateurs : Huis clos Pandémie de Covid−19 Arbitrage : Amin Mohamed Omar |
| 14h30 CET       | Rapport               |         |                    | Spectateurs : Huis clos Pandémie de Covid−19 Arbitrage : Amin Mohamed Omar | Spectateurs : Huis clos Pandémie de Covid−19 Arbitrage : Amin Mohamed Omar |

## Vainqueur
| Championnat d'Afrique du Nord des nations des moins de 17 ans Vainqueur 2021 |
| ---------------------------------------------------------------------------- |
| Algérie Quatrième titre                                                      |

## Qualifié pour la CAN u17 2021
| Équipe  | Date de qualification | Participation | Meilleur résultat |
| ------- | --------------------- | ------------- | ----------------- |
| Algérie | 24 janvier 2021       | 2e            | Finaliste (2009)  |